# جاي هارولد سميث
جاي هارولد سميث (بالإنجليزية: J. Harold Smith)‏ هو مقدم برامج إذاعية أمريكي، ولد في 1910، وتوفي في 2001.